# Symmela seticollis
Symmela seticollis är en skalbaggsart som beskrevs av Moser 1921. Symmela seticollis ingår i släktet Symmela och familjen Melolonthidae. Inga underarter finns listade i Catalogue of Life.